# Jialing Jiang
Jialing Jiang (chiń. upr. 嘉陵江; chiń. trad. 嘉陵江; pinyin Jīalíng Jiāng) – rzeka w Chinach, w prowincji Gansu, lewy dopływ Jangcy. Jej źródła znajdują się w górach Qin Ling. Długość rzeki wynosi ok. 1119 km, a powierzchnia jej dorzecza to 159,7 tys. km². Przepływa przez Nanchong i Chongqing.
W jej dorzeczu, między Nanchong i Hechuan, znajdują się złoża ropy naftowej.